# Kazuki Arinaga
Kazuki Arinaga (japanisch 有永 一生 Arinaga Kazuki; * 3. März 1989 in der Präfektur Fukuoka) ist ein japanischer Fußballspieler.

## Karriere
Arinaga erlernte das Fußballspielen in der Schulmannschaft der Kunimi High School und der Universitätsmannschaft der Kanto-Gakuin-Universität. Seinen ersten Vertrag unterschrieb er 2011 beim AC Nagano Parceiro. Der Verein aus Nagano spielte in der damaligen dritten japanischen Liga, der Japan Football League. 2013 wurde er mit dem Verein Meister der Liga und stieg in die dritte Liga auf. Für den Verein absolvierte er 240 Ligaspiele. 2020 wechselte er zum Ligakonkurrenten Iwate Grulla Morioka nach Morioka. Ende der Saison 2021 feierte er mit Iwate die Vizemeisterschaft und den Aufstieg in die zweite Liga. Für Iwate absolvierte er 51 Ligaspiele. Nach dem Aufstieg wechselte er im Januar 2022 zum Regionalligisten Vonds Ichihara.

## Erfolge
AC Nagano Parceiro
- Japan Football League: 2013

Iwate Grulla Morioka
- J3 League: 2021 (Vizemeister)  ▲